# High-King
High-King（ハイ・キング）は、ハロー!プロジェクトに所属していた5人組の女性アイドルグループ。
2008年8月に上演されたモーニング娘。と宝塚歌劇団のコラボレーションによる『シンデレラ the ミュージカル』を応援するスペシャルユニットとして結成。2009年夏のカバーアルバム企画に参加したチャンプルユニットの1つでもある。メンバーはモーニング娘。、Berryz工房、℃-ute、ハロプロエッグの中から各リーダーを中心に選抜された。
ユニット名は一番優位の王様という意味。プロデューサーのつんく♂によると、メンバーは女の子たちなので本来ならクイーンという言葉が正しいが、聞いた感じのパンチがなかったので、あえてキングという言葉が使われた。

## メンバー
括弧内は結成当時の年齢と活動中に所属していたグループ。
- 高橋愛（21歳、モーニング娘。）　- 現在はソロ活動中。
- 田中れいな（18歳、モーニング娘。） - リーダー。LoVendoЯのリーダーを経て現在はソロ活動中。
- 清水佐紀（16歳、Berryz工房） - ハロー!プロジェクト・アドバイザー → ソロ活動を経て芸能界を引退。
- 矢島舞美（16歳、℃-ute） - 現在はソロ活動中。
- 前田憂佳（13歳、ハロプロエッグ→スマイレージ） - スマイレージ（後のアンジュルム）卒業に伴い芸能界を引退。

選考基準としては、モーニング娘。、Berryz工房、℃-uteの中で、歌はもちろん、ヒップホップやR&Bなどのダンスも得意とするメンバーと、ハロプロエッグの中で一番伸び盛りであるメンバーが選抜された。各グループのリーダー、キャプテンが全員揃って選抜された。
その中で、リーダーではない田中れいながHigh-Kingのリーダーとなった。最初は自称リーダーだったが、言い続けていたところつんく♂から認められ、リーダーに選ばれた。

## 活動
2008年
- 4月19日、ハロー!プロジェクト公式サイトで、『シンデレラ the ミュージカル』を応援するスペシャルユニットとして結成が発表された[1]。
- 6月11日、『シンデレラ the ミュージカル』の応援歌として「C\C（シンデレラ\コンプレックス）」（カップリング曲は「記憶の迷路」）を発売。
- 6月25日、シングルV「C\C（シンデレラ\コンプレックス）」を発売。
- 7月19日 - 8月3日、『Hello! Project 2008 Summer ワンダフルハーツ公演〜避暑地でデートいたしまSHOW〜』に出演。「C\C（シンデレラ\コンプレックス）」、「記憶の迷路」を披露した。
- 12月10日、『ハロー!プロジェクト スペシャルユニット メガベスト』、『プッチベスト9』および『プッチベスト9 DVD』に「C\C（シンデレラ\コンプレックス）」が収録された。

2009年
- 7月15日、『チャンプル①〜ハッピーマリッジソングカバー集〜』にプリンセス プリンセスの「Diamonds」をカバーした曲「DIAMONDS ＜ダイアモンド＞」が収録された。
- 7月19日 - 8月9日、『Hello! Project 2009 SUMMER 革命元年 〜Hello! チャンプル〜』に出演。「DIAMONDS ＜ダイアモンド＞」、「C\C（シンデレラ\コンプレックス）」を披露した。
- 12月2日、『プッチベスト10』に新曲「DESTINY LOVE」が収録された。

2010年
- 1月5日 - 24日、『Hello! Project 2010 WINTER 歌超風月 〜シャッフルデート〜』に出演。「DESTINY LOVE」、「DIAMONDS ＜ダイアモンド＞」、「C\C（シンデレラ\コンプレックス）」を披露した。
- 7月24日・25日・8月7日・8日、『Hello! Project 2010 SUMMER 〜ファンコラ!〜』に出演。「DESTINY LOVE」（神戸夜・中野朝公演）、「抱いてよ! PLEASE GO ON」（中野夜公演）を披露した。

2011年
- 1月2日 - 23日、『Hello! Project 2011 WINTER 〜歓迎新鮮まつり〜 Aがなライブ』に出演。「SHALL WE LOVE?」、「記憶の迷路」（以上A-1公演）、「DESTINY LOVE」、「スクランブル」（以上A-2公演）を披露した。
- 7月16日 - 8月14日、『Hello! Project 2011 SUMMER 〜ニッポンの未来は〜 YEAH YEAH ライブ』に出演。「記憶の迷路」、「C\C（シンデレラ\コンプレックス）」を披露した。
- 12月31日、前田憂佳（17歳）がスマイレージとハロー!プロジェクトを卒業ならびに芸能界を引退。

2013年
- 1月6日、『Hello! Project 誕生15周年記念ライブ2013冬 〜ブラボー!〜』（夜公演）に特別OGゲストとして高橋愛（26歳）が出演。高橋愛、田中れいな（23歳）、清水佐紀（21歳）、矢島舞美（20歳）の4人で「C\C（シンデレラ\コンプレックス）」を披露した。

## 作品

### シングル
- C\C（シンデレラ\コンプレックス）（2008年6月11日、zetima）[5]

### DVDシングル
- シングルV「C\C（シンデレラ\コンプレックス）」（2008年6月25日、zetima）[5]

### アルバム
- ハロー!プロジェクト スペシャルユニット メガベスト（2008年12月10日、zetima）[6]
  - CDに「C\C（シンデレラ\コンプレックス）」が収録されている。
  - DVDに「C\C（シンデレラ\コンプレックス）」（MV）が収録されている。
- プッチベスト9（2008年12月10日、zetima）[7]
  - 「C\C（シンデレラ\コンプレックス）」が収録されている。
- プッチベスト9 DVD（2008年12月10日、zetima）[8]
  - 「C\C（シンデレラ\コンプレックス） -Rolling Ver.-」が収録されている。
- チャンプル①〜ハッピーマリッジソングカバー集〜（2009年7月15日、zetima）[9]
  - 「DIAMONDS ＜ダイアモンド＞」（プリンセス プリンセスの「Diamonds」のカバー曲）が収録されている。
- プッチベスト10（2009年12月2日、zetima）[10]
  - 「DESTINY LOVE」（オリジナル曲）が収録されている。

## 出演

### テレビ
- MUSIC JAPAN（2008年6月12日、NHK総合テレビ）
- ハロモニ@（2008年6月15日、テレビ東京系列）
- 音楽戦士 MUSIC FIGHTER （2008年7月4日、日本テレビ系列）

### ラジオ
- High-King 起立! 礼! 着席!（2008年6月10日、文化放送） - 清水佐紀（日直）、矢島舞美、前田憂佳（ラジオ初出演）

### コンサート
- Hello! Project 2008 Summer ワンダフルハーツ公演〜避暑地でデートいたしまSHOW〜（2008年7月19日 - 8月3日）
  - 「C\C（シンデレラ\コンプレックス）」、「記憶の迷路」を披露。
- Hello! Project 2009 SUMMER 革命元年 〜Hello! チャンプル〜（2009年7月19日 - 8月9日）
  - 「DIAMONDS ＜ダイアモンド＞」、「C\C（シンデレラ\コンプレックス）」を披露。
- Hello! Project 2010 WINTER 歌超風月 〜シャッフルデート〜（2010年1月5日 - 24日）
  - 「DESTINY LOVE」、「DIAMONDS ＜ダイアモンド＞」、「C\C（シンデレラ\コンプレックス）」を披露。
- Hello! Project 2010 SUMMER 〜ファンコラ!〜（2010年7月24日・25日・8月7日・8日）
  - 「DESTINY LOVE」を披露（7月24日・25日、神戸国際会館 こくさいホール 夜公演 / 8月8日、中野サンプラザ 朝公演）。
  - 「抱いてよ! PLEASE GO ON」を披露（8月7日・8日、中野サンプラザ 夜公演）。
- Hello! Project 2011 WINTER 〜歓迎新鮮まつり〜 Aがなライブ（2011年1月2日 - 23日）
  - 「SHALL WE LOVE?」、「記憶の迷路」を披露（A-1公演）。
  - 「DESTINY LOVE」、「スクランブル」を披露（A-2公演）。
- Hello! Project 2011 SUMMER 〜ニッポンの未来は〜 YEAH YEAH ライブ（2011年7月16日 - 8月14日）
  - 「記憶の迷路」、「C\C（シンデレラ\コンプレックス）」を披露。
- Hello! Project 誕生15周年記念ライブ2013冬 〜ブラボー!〜（2013年1月6日、中野サンプラザ 夜公演）
  - 「C\C（シンデレラ\コンプレックス）」を披露（高橋愛、田中れいな、清水佐紀、矢島舞美）。

## 楽曲

### 楽曲一覧
| タイトル                                         | 作詞       | 作曲   | 編曲           | 種類            | 収録先                                                                         | 形態     | 発売日         |
| ------------------------------------------------ | ---------- | ------ | -------------- | --------------- | ------------------------------------------------------------------------------ | -------- | -------------- |
| C\C （シンデレラ\コンプレックス）                | つんく     | つんく | AKIRA          | 音源            | C\C （シンデレラ\コンプレックス） 通常盤                                       | CD       | 2008年06月11日 |
| C\C （シンデレラ\コンプレックス）                | つんく     | つんく | AKIRA          | 音源            | C\C （シンデレラ\コンプレックス） 初回生産限定盤                               | CD + DVD | 2008年06月11日 |
| C\C （シンデレラ\コンプレックス）                | つんく     | つんく | AKIRA          | 音源            | ハロー!プロジェクト スペシャルユニット メガベスト                              | CD + DVD | 2008年12月10日 |
| C\C （シンデレラ\コンプレックス）                | つんく     | つんく | AKIRA          | 音源            | プッチベスト9                                                                  | CD       | 2008年12月10日 |
| C\C （シンデレラ\コンプレックス）                | つんく     | つんく | AKIRA          | MV              | シングルV C\C （シンデレラ\コンプレックス）                                    | DVD      | 2008年06月25日 |
| C\C （シンデレラ\コンプレックス）                | つんく     | つんく | AKIRA          | MV              | ハロー!プロジェクト スペシャルユニット メガベスト                              | CD + DVD | 2008年12月10日 |
| C\C （シンデレラ\コンプレックス）                | つんく     | つんく | AKIRA          | Dance Shot Ver. | C\C （シンデレラ\コンプレックス） 初回生産限定盤                               | CD + DVD | 2008年06月11日 |
| C\C （シンデレラ\コンプレックス）                | つんく     | つんく | AKIRA          | Close-up Ver.   | シングルV C\C （シンデレラ\コンプレックス）                                    | DVD      | 2008年06月25日 |
| C\C （シンデレラ\コンプレックス）                | つんく     | つんく | AKIRA          | Rolling Ver.    | プッチベスト9 DVD                                                              | DVD      | 2008年12月10日 |
| C\C （シンデレラ\コンプレックス）                | つんく     | つんく | AKIRA          | ライブ映像      | Hello! Project 2008 Summer ワンダフルハーツ公演 〜避暑地でデートいたしまSHOW〜 | DVD      | 2008年10月22日 |
| C\C （シンデレラ\コンプレックス）                | つんく     | つんく | AKIRA          | ライブ映像      | Hello! Project 2009 SUMMER 革命元年 〜Hello! チャンプル〜                      | DVD      | 2009年11月04日 |
| C\C （シンデレラ\コンプレックス）                | つんく     | つんく | AKIRA          | ライブ映像      | Hello! Project 2010 WINTER 歌超風月 〜シャッフルデート〜                       | DVD      | 2010年03月31日 |
| C\C （シンデレラ\コンプレックス）                | つんく     | つんく | AKIRA          | ライブ映像      | Hello! Project 2010 WINTER 歌超風月 〜シャッフルデート〜                       | BD       | 2010年08月04日 |
| C\C （シンデレラ\コンプレックス）                | つんく     | つんく | AKIRA          | ライブ映像      | Hello! Project 2011 SUMMER 〜ニッポンの未来は〜 YEAH YEAH ライブ               | DVD      | 2011年11月16日 |
| C\C （シンデレラ\コンプレックス）                | つんく     | つんく | AKIRA          | ライブ映像      | Hello! Project 2011 SUMMER 〜ニッポンの未来は〜 YEAH YEAH ライブ               | BD       | 2011年12月14日 |
| C\C （シンデレラ\コンプレックス） (Instrumental) | つんく     | つんく | AKIRA          | 音源            | C\C （シンデレラ\コンプレックス） 通常盤                                       | CD       | 2008年06月11日 |
| C\C （シンデレラ\コンプレックス） (Instrumental) | つんく     | つんく | AKIRA          | 音源            | C\C （シンデレラ\コンプレックス） 初回生産限定盤                               | CD + DVD | 2008年06月11日 |
| 記憶の迷路                                       | つんく     | つんく | 江上浩太郎     | 音源            | C\C （シンデレラ\コンプレックス） 通常盤                                       | CD       | 2008年06月11日 |
| 記憶の迷路                                       | つんく     | つんく | 江上浩太郎     | 音源            | C\C （シンデレラ\コンプレックス） 初回生産限定盤                               | CD + DVD | 2008年06月11日 |
| 記憶の迷路                                       | つんく     | つんく | 江上浩太郎     | ライブ映像      | Hello! Project 2008 Summer ワンダフルハーツ公演 〜避暑地でデートいたしまSHOW〜 | DVD      | 2008年10月22日 |
| 記憶の迷路                                       | つんく     | つんく | 江上浩太郎     | ライブ映像      | Hello! Project 2011 WINTER 〜歓迎新鮮まつり〜 Aがなライブ （BD特典映像）       | BD       | 2011年05月18日 |
| 記憶の迷路                                       | つんく     | つんく | 江上浩太郎     | ライブ映像      | Hello! Project 2011 SUMMER 〜ニッポンの未来は〜 YEAH YEAH ライブ               | DVD      | 2011年11月16日 |
| 記憶の迷路                                       | つんく     | つんく | 江上浩太郎     | ライブ映像      | Hello! Project 2011 SUMMER 〜ニッポンの未来は〜 YEAH YEAH ライブ               | BD       | 2011年12月14日 |
| DIAMONDS ＜ダイアモンド＞                        | 中山加奈子 | 奥居香 | 田中直         | 音源            | チャンプル① 〜ハッピーマリッジソングカバー集〜                                 | CD       | 2009年07月15日 |
| DIAMONDS ＜ダイアモンド＞                        | 中山加奈子 | 奥居香 | 田中直         | ライブ映像      | Hello! Project 2009 SUMMER 革命元年 〜Hello! チャンプル〜                      | DVD      | 2009年11月04日 |
| DIAMONDS ＜ダイアモンド＞                        | 中山加奈子 | 奥居香 | 田中直         | ライブ映像      | Hello! Project 2010 WINTER 歌超風月 〜シャッフルデート〜                       | DVD      | 2010年03月31日 |
| DIAMONDS ＜ダイアモンド＞                        | 中山加奈子 | 奥居香 | 田中直         | ライブ映像      | Hello! Project 2010 WINTER 歌超風月 〜シャッフルデート〜                       | BD       | 2010年08月04日 |
| DESTINY LOVE                                     | つんく     | つんく | 田中直         | 音源            | プッチベスト10                                                                 | CD       | 2009年12月02日 |
| DESTINY LOVE                                     | つんく     | つんく | 田中直         | ライブ映像      | Hello! Project 2010 WINTER 歌超風月 〜シャッフルデート〜                       | DVD      | 2010年03月31日 |
| DESTINY LOVE                                     | つんく     | つんく | 田中直         | ライブ映像      | Hello! Project 2010 WINTER 歌超風月 〜シャッフルデート〜                       | BD       | 2010年08月04日 |
| DESTINY LOVE                                     | つんく     | つんく | 田中直         | ライブ映像      | Hello! Project 2010 SUMMER 〜ファンコラ!〜 （DVD特典映像）                     | DVD      | 2010年10月27日 |
| 抱いてよ! PLEASE GO ON                           | つんく     | つんく | 鈴木Daichi秀行 | ライブ映像      | Hello! Project 2010 SUMMER 〜ファンコラ!〜                                     | DVD      | 2010年10月27日 |
| 抱いてよ! PLEASE GO ON                           | つんく     | つんく | 鈴木Daichi秀行 | ライブ映像      | Hello! Project 2010 SUMMER 〜ファンコラ!〜                                     | BD       | 2010年12月15日 |
| SHALL WE LOVE?                                   | つんく     | つんく | AKIRA          | ライブ映像      | Hello! Project 2011 WINTER 〜歓迎新鮮まつり〜 Aがなライブ （BD特典映像）       | BD       | 2011年05月18日 |
| スクランブル                                     | つんく     | つんく | 鈴木Daichi秀行 | ライブ映像      | Hello! Project 2011 WINTER 〜歓迎新鮮まつり〜 Aがなライブ                      | DVD      | 2011年04月27日 |
| スクランブル                                     | つんく     | つんく | 鈴木Daichi秀行 | ライブ映像      | Hello! Project 2011 WINTER 〜歓迎新鮮まつり〜 Aがなライブ                      | BD       | 2011年05月18日 |

### ライブ映像一覧
| タイトル                                                                       | 収録曲                                                                                    | 形態 | 発売日         |
| ------------------------------------------------------------------------------ | ----------------------------------------------------------------------------------------- | ---- | -------------- |
| Hello! Project 2008 Summer ワンダフルハーツ公演 〜避暑地でデートいたしまSHOW〜 | - C＼C （シンデレラ＼コンプレックス） - 記憶の迷路                                        | DVD  | 2008年10月22日 |
| Hello! Project 2009 SUMMER 革命元年 〜Hello! チャンプル〜                      | - DIAMONDS ＜ダイアモンド＞ - C\C （シンデレラ\コンプレックス）                           | DVD  | 2009年11月04日 |
| Hello! Project 2010 WINTER 歌超風月 〜シャッフルデート〜                       | - DESTINY LOVE - DIAMONDS ＜ダイアモンド＞ - C\C （シンデレラ\コンプレックス）            | DVD  | 2010年03月31日 |
| Hello! Project 2010 WINTER 歌超風月 〜シャッフルデート〜                       | - DESTINY LOVE - DIAMONDS ＜ダイアモンド＞ - C\C （シンデレラ\コンプレックス）            | BD   | 2010年08月04日 |
| Hello! Project 2010 SUMMER 〜ファンコラ!〜                                     | - 抱いてよ! PLEASE GO ON - DESTINY LOVE （DVD特典映像）                                   | DVD  | 2010年10月27日 |
| Hello! Project 2010 SUMMER 〜ファンコラ!〜                                     | - 抱いてよ! PLEASE GO ON - DESTINY LOVE （DVD特典映像）                                   | BD   | 2010年12月15日 |
| Hello! Project 2011 WINTER 〜歓迎新鮮まつり〜 Aがなライブ                      | - DESTINY LOVE - スクランブル - SHALL WE LOVE? （BD特典映像） - 記憶の迷路 （BD特典映像） | DVD  | 2011年04月27日 |
| Hello! Project 2011 WINTER 〜歓迎新鮮まつり〜 Aがなライブ                      | - DESTINY LOVE - スクランブル - SHALL WE LOVE? （BD特典映像） - 記憶の迷路 （BD特典映像） | BD   | 2011年05月18日 |
| Hello! Project 2011 SUMMER 〜ニッポンの未来は〜 YEAH YEAH ライブ               | - 記憶の迷路 - C\C （シンデレラ\コンプレックス）                                          | DVD  | 2011年11月16日 |
| Hello! Project 2011 SUMMER 〜ニッポンの未来は〜 YEAH YEAH ライブ               | - 記憶の迷路 - C\C （シンデレラ\コンプレックス）                                          | BD   | 2011年12月14日 |

## その他
- 2008年6月21日の『JAPAN COUNTDOWN』（テレビ東京系列）で、鮎貝健が、当時グループには成人メンバーが1人いたが、「ハロー!プロジェクトの未成年メンバーで構成されるユニット」とコメントした。
- 衣装は、基本的に赤と黒を基調としていた。